# Judas (песня)
«Judas» (с англ. — «Иуда») — песня американской исполнительницы Леди Гаги из её второго студийного альбома Born This Way. Мировая премьера песни состоялась 15 апреля 2011 года, за четыре дня до запланированного срока, из-за почти полной утечки песни в Интернет. Автором и продюсером «Judas» являются Леди Гага и RedOne. В песне говорится о женщине, влюблённой в мужчину, который предаёт её.
Клип на эту песню был снят в начале апреля, сорежиссёром в нём выступили сама певица и Лориэнн Гибсон, роль второго плана исполнил актёр Норман Ридус. Ещё до выпуска песни католическая церковь осудила Гагу за использование в клипе религиозных образов и её роль Марии Магдалины и призвала певицу к «более разумным и уместным» образам, так как «это не единственный способ заработать славу».

## Подготовка к релизу
«„Judas“ — это безусловно танцевальная песня, — пояснил Фернандо Гарибэй, — Я думаю, что это песня традиционная для её создателей RedOne/Gaga. И это как всегда классно, потому что этот трек великолепный, в нём есть серьёзный посыл, он слегка игрив, но в то же время серьёзен. Это действительно хорошая музыка. Например, моя любимая танцевальная песня — „Billie Jean“ — это история, которую невозможно представить себе как песню, но затем вы прекращаете танцевать и поёте текст. Для меня священный Грааль музыки — это танец».
Название второго сингла альбома «Born This Way» впервые было оглашено Леди Гагой в интервью для журнала Vogue. Гага ещё раз подтвердила название песни на радиошоу Райна Сикреста 14 февраля 2011 года и сказала, что эта песня создана совместно с RedOne. На церемонии вручения «Грэмми» RedOne в интервью заявил, что «Judas» будет даже лучше «Born This Way». 18 февраля Гага перед концертом в Атлантик-Сити спела несколько строк из песни «Judas», а также из трёх других песен альбома Born This Way для журнала Rolling Stone.
В журнале Rolling Stone добавили эти строки песни в свою статью: «I’m just a Holy Fool, oh baby he’s so cruel/ But I’m still in love with Judas, baby» (рус. «Я просто юродивая, а он такой безжалостный!/ Но я все равно влюблена в Иуду»). По словам продюсера «Born This Way» Фернандо Гарибэя, «Judas» похож на предыдущие синглы Леди Гага совместно с RedOne: «Just Dance», «Poker Face», «LoveGame», «Bad Romance» и «Alejandro». «Эта песня о девушке, которая влюбляется в парня, который предаёт её снова и снова, — рассказала сама певица. — „Judas“ — это очень, очень тёмная песня!»
.
22 марта в интервью «Google» Гага озвучила ещё несколько строк из новой песни: «When he comes to me, I am ready/ I’ll wash his feet with my hair if he needs/ Forgive him when his tongue lies through his brain/ Even after three times, he betrays me/ I’ll bring him down, a king with no crown» (рус. «Когда он приходит ко мне, я готова/Я помою его ноги своими волосами, если надо/Прощу его, когда его язык лжёт/Даже после того, как он предал меня три раза/Я свергну его, свергну его, свергну/Король без короны, король без короны»). 5 апреля в своём видеоблоге, «Gagavision», Леди Гага заявила, что новый сингл выйдет 19 апреля.
Релиз «Judas» для радиотрансляции был запланирован 19 апреля и в этот же день должна была начаться продажа сингла. Но из-за того, что композиция просочилась в интернет в низком качестве, релиз был перенесён на 15 апреля. Премьера в Великобритании состоялась на радио Capital FM 15 апреля в программе «Домашний прогон». В России цифровой релиз должен состояться, как и запланировано, 19 апреля, однако на Muz.ru песня стала доступна по предзаказу, по специальной цене в 1 рубль.

## Обложка сингла
В 42-й серии интернет-видео-сериала Леди Гага Transmission Gagavision было объявлено, что обложка сингла создана самой певицей в Microsoft Word и на ней будет надпись «Judas» красным шрифтом поверх тёмного фона. Ниже надписи помещён христианский крест с изображением сердца в его середине. Гага создала обложку, сфотографировав её на телефон и использовав специальную функцию для создания определённой текстуры. Эпизод сериала также включил встречу Гаги и её креативной команды «Haus of Gaga», где они обсуждали специфику оформления её нового альбома. «Я не хочу, чтобы в альбоме было слово „Deluxe“», — сказала Гага, добавив: «Я ненавижу это слово». В эпизоде были видны фото для оформления, раскиданные вокруг певицы, которые, по утверждениям MTV, как раз похожи на обложку «Judas». На одном из фото было слово «Judas», с изображением креста прямо на нём. Джоселин Виена из MTV сказала, что эта работа могла бы легко появиться в фильме База Лурмана «Ромео + Джульетта» 1996 года выпуска.

## Музыка и лирика

Леди Гага исполняет песню «Judas» на «Good Morning America»

Фернандо Гэрибэй отметил, что «Judas» звучит схоже со многими предыдущими синглами Гаги, которые спродюсировал RedOne, в том числе «Poker Face», «LoveGame», «Bad Romance» и «Alejandro». «Judas» — это ритмичная электро-поп композиция, которая «стилистически продолжает дело […] первого сингла „Born This Way“». По утверждениям Джойселин Виена песня музыкально является выполненной в типичном для Леди Гаги ключе, но её вокал перешёл на совершенно новую территорию. Рецензент издания «Popjustice» высказал мнение, что «в куплетах и пре-припеве она забрасывает себя на территорию декадентского полупения, полурэпа в стиле Jamaican Patois». Песня содержит в себе три хука и начинается с того, что Гага поёт строчку «Ohhh, I’m in love with Judas» (русск. «Ооо, я влюблена в Иуду») в сопровождении синтезаторных аккордов. Далее начинают звучать марширующие электронные биты, в то время как Гага пропевает новый хук: «Judahhh/ Juda-a-as/ Gaga». Второй хук напоминает вступление к куплетам в песне «Bad Romance». В этой части Гага скорее говорит, чем поёт, и её голос имеет карибский акцент. Общее настроение песни становится более лёгким в припеве, вдохновлённом попом 80-х в мелодии, в то время как биты звучат ещё настойчивее и Гага поёт: «I’m just a holy fool/ Oh, baby, he’s so cruel/ But I’m still in love with Judas, baby» (русск. «Я просто юродивая/ О детка, он так жесток/ Но я всё ещё люблю Иуду, детка»). После второго куплета и припева в песне начинает звучать бридж в стиле хаус-музыки. В конце бриджа Гага поёт: «I wanna love you/ But something’s pulling me away from you/ Jesus is my virtue, Judas is the demon I cling to, I cling to» (русск. «Я хочу любить тебя/ Но что-то отталкивает меня от тебя/ Иисус — мой спаситель/ Иуда — демон, за которого я цепляюсь, я цепляюсь». Вокал Гага здесь сравнивается Мэтью Перпетуа из «Rolling Stone» с вокалом Рианны. Он также отметил, что её голос кажется менее тёмным и драматическим и полон «игристой сладости». Рецензент «Popjustice» отмечает, что бридж песни звучит, как хэви-техно, а всю песню целиком можно описать как «вывернутый наизнанку электроготический гимн с турбинным двигателем». Дэн Мартин из «NME» утверждал, что бридж выполнен с использованием дабстепа, а припев является «сладко-попсовым». В песне присутствуют несколько заимствований из «Bad Romance», которые, по утверждениям Гаги, были включены в песню преднамеренно:

В то время, как подчас бывает важным заставить себя двигаться вперёд, в новых направлениях, иногда мне нужно и подсчитать свои успехи, удостовериться что они есть, и «Judas» был создан именно для этого. Я хотела, чтобы эта песня продвинула мою песню вперёд, но в ключе, который напомнил бы всем, что я создавала в прошлом.
Лирика песни повествует о судьбе женщины, влюблённой в предателя. Тема схожа с другими песнями певицы «LoveGame», «Bad Romance» и «Alejandro». Леди Гага сказала, что песня написана под влиянием библейского Иуды Искариота. Тема лирики «Judas» вполне понятна, так как песня говорит о предательстве («Даже после того, как он три раза предаст меня»), мести («Победить его, я смогу победить его, короля без короны»), но в то же время отражая благоговение певицы перед Иудой: «I’m just a holy fool but baby oh baby he’s so cruel, but I’m still in love with Judas, baby» (русск. «Я просто юродивая, но детка, о детка, он так жесток, но я всё ещё влюблена в Иуду, детка»). Бридж песни, где Гага пропевает: «In the most Biblical sense, I am beyond repentance. ‘Fame hooker’, ‘prostitute wench’, ‘vomits her mind’… But in the cultural sense I just speak in future tense. Judas kiss me if offenced, or wear an ear condom next time» (русск. «Я против раскаяния, в том самом библейском смысле. „Прославленный предатель“, „Продажная девка“, „Извергая свои мысли“… Но в культурном аспекте я говорю о будущем. Иуда целует меня, и если это преступно, ты можешь надеть презерватив на ухо в следующий раз»), — говорит о том, что Гага в целом против и не видит возможности искупить грехи в контексте традиционных представлений о женщине. «Но, мне не нужно искупление, ведь в культурном смысле я иду впереди своего времени. И если вам это не по нраву, носите презервативы на ушах», — объясняла певица. Большая часть песни написана о личном пространстве Гаги, а бридж показывает тему публичного имиджа певицы. Это и две основные темы альбома в целом.

## Критика

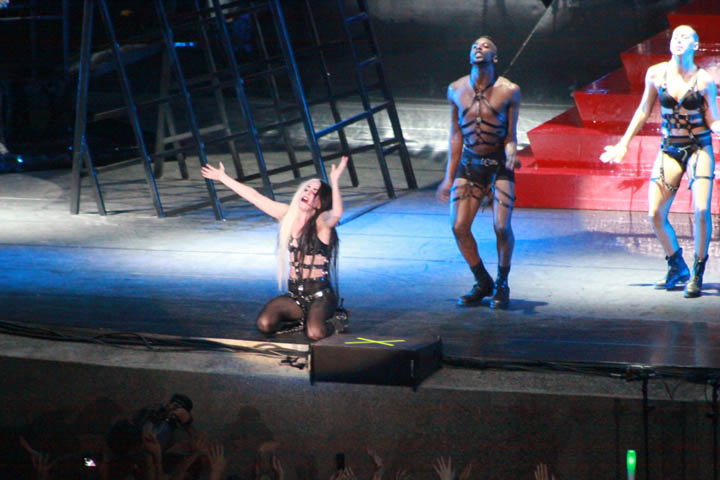
Леди Гага исполняет песню «Judas» на Тайване

«Judas» получил множество положительных отзывов от критиков. Джонатан Ван Метер из Vogue дал положительную оценку песне, сказав, что она звучит так, как будто «написана для Ronettes, но с сокрушительно-танцевальным битом и о влюблённости в предателя, библейского типа». Джеймс Динх из MTV отметил, что песня схожа с композицией «Bad Romance». В Popjustice также отметили схожесть с «Bad Romance», назвав песню «супер-навороченной, титановой версией „Bad Romance“ из 2511 года, проехавшей полтысячелетия назад, чтобы спасти музыку от унылой волны одержимой клубной музыкой поп-жвачки, вот чем является „Judas“. Мы очень полюбили эту песню. Это поп во всех его хороших проявлениях, песня громкая, но опять же в хорошем смысле, она нахальная и претенциозная, смешная, забавная и глупая во всех хороших смыслах и в то же время умная». В «Afisha.ru» также сопоставили песню с «Bad Romance». «Ну что — звучит опять как все подряд; Гага уже, кажется, сама себя цитировать начинает — с одной стороны, имеет право, с другой, всё же это откровенное сходство с ра-ра-рефреном „Bad Romance“ странновато выглядит», — пишет Григорий Пророков. Кевин О’Доннел из Spin считает, что «в действительности, Гага представила хулиганский, индастриал-диско хит, и её представление перешло все границы: она разрывается между рэпом, монотонностью робота и подобными вороне пронзительными криками, чтобы всё же приблизиться к более обычному припеву в стиле „Bad Romance“». Он также отметил, что «никто не станет отрицать поглощающей энергетики „Judas“ и удивительно тёмный, басово-нагруженный бридж (где Гага вопит, как чёртов футуристический дроид) это один из самых странных моментов в поп-музыке этого года». Эрик Хендерсон из Slant Magazine отметил, что «связь и отличие от её предыдущего сингла не могли бы быть более явными. Музыкально, „Judas“ передан на примерно таком же уровне ударного ритма, как и „Born This Way“».
Амос Бэршад из New York заявил, что «если бы мы взмыли прочь из наших тел в пять утра и прямо на танцпол где-нибудь в пригороде Берлина, это действительно могла бы быть определённо лучшая песня, которую мы бы услышали». Дэн Мартин, из «NME», посчитал, что «„Judas“ как раз та песня, с которой Гага должна была „вернуться“. И ясно, почему так не вышло, ведь в песне столько фишек, которые делают Гагины песни Гагиными. Это типичная Гага, в столь узнаваемой манере её песен „Bad Romance“ и „Poker Face“». Мэтью Перепетуа, из «Rolling Stone», написал, что «„Judas“ — это прямолинейный данс-поп номер, который играет на уже сложившейся популярности певицы. Хотя, у „Judas“ есть свой шарм и три хука, он вряд ли станет шагом вперёд для Гаги». Маура Джонсон, из «The Village Voice», описала сингл, как «более непристойный и тёмный, но „Judas“ определённо взрывает так же, как „Bad Romance“: целая куча столь знакомых вокализов, ударный бит и лирика о романе, который, хм, порочный».

## Коммерческий успех сингла

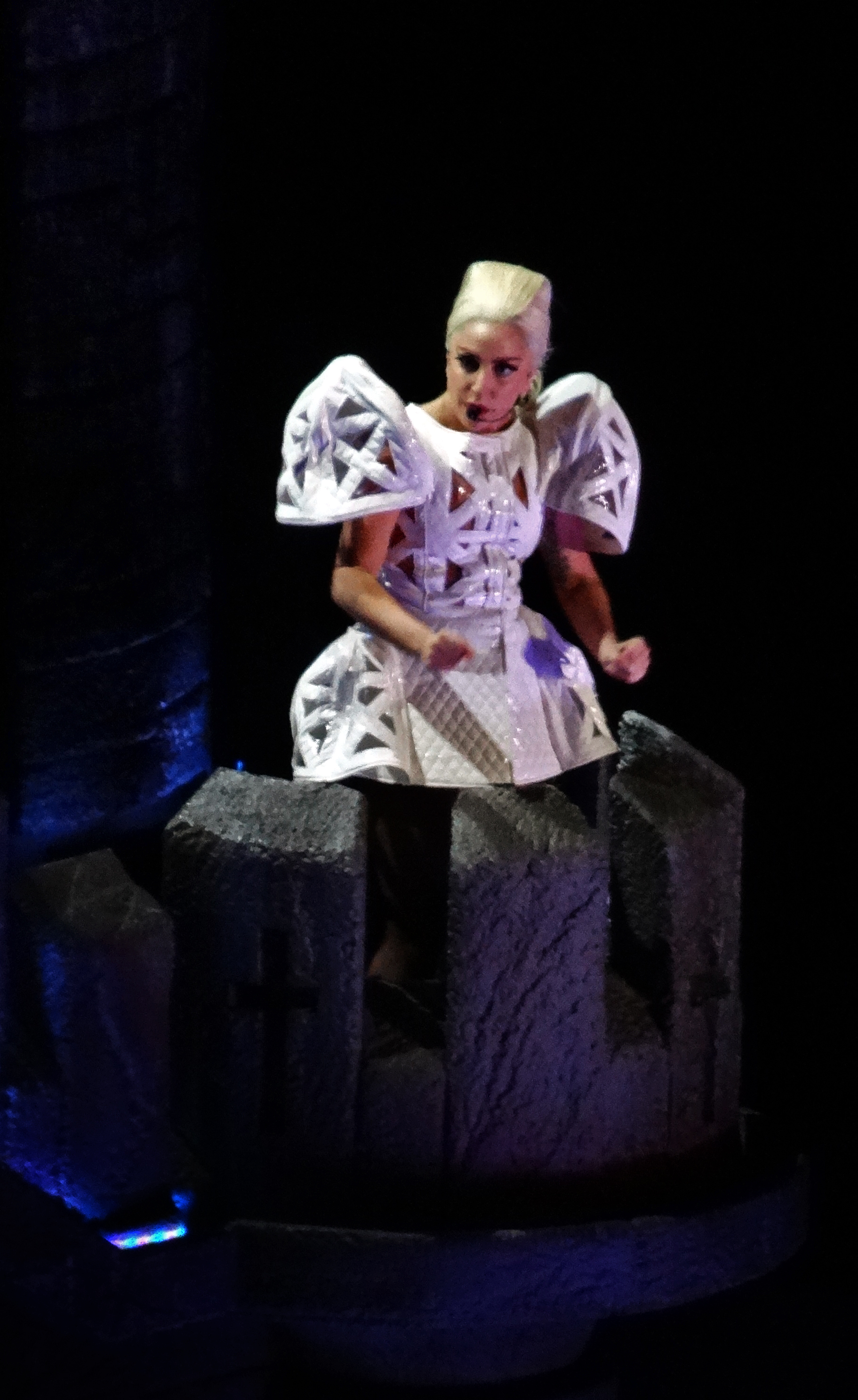
Леди Гага исполняет «Judas» на «The Born This Way Ball» в Манчестере

Всего за несколько часов после премьеры композиция заняла первое место в чарте iTunes в США, а менее чем за сутки песня попала в десятку всех чартов iTunes. Она возглавила iTunes в следующих странах: США, Канада, Финляндия, Мексика, Португалия, Швеция, Испания, Франция. После цифрового и радиорелиза в журнале Billboard высказали мнение, что сингл должен быть продан тиражом от 350 до 400 тысяч экземпляров за 2 с половиной дня и при этом получить большую аудиторию слушателей на радио, для того чтобы возглавить американский чарт, особенно после столь скоропалительного релиза. Песня дебютировала на 30-м месте в чарте радиоротаций поп-песен Billboard Pop Songs, с количеством ротаций в 1 тысячу 405 раз и аудиторией в 13 миллионов 600 тысяч слушателей. 19 апреля песня дебютировала на 4-м месте в чарте продаж цифровых синглов Hot Digital Songs, при этом было продано 162 тысячи экземпляров сингла. В итоге песня дебютировала в чарте «Billboard Hot 100» на десятом месте и на 48 месте в чарте общих ротаций песен Radio Songs, с аудиторией в 26 миллионов человек. В канадском национальном чарте песня дебютировала на 9 месте, а в чарте продаж цифровых синглов песня заняла 5-е место, с продажами в 16 тысяч экземпляров.
В Великобритании «Judas» дебютировал на 14 строчке в чарте UK Singles Chart, 17 апреля 2011, с продажами в 20 тысяч 729 экземпляров. Во Франции песня заняла 9-е место в чарте, с продажами в 5 тысяч 719 экземпляров. В Новой Зеландии сингл занял 13-е место в национальном чарте New Zealand Singles Chart, 18 апреля 2011. В Ирландии и Финляндии сингл попал сразу в топ-5 национальных чартов, дебютировав на 4-й и 3-й позициях соответственно.
Песня начала вновь обретать мировую славу в период по сентября 2023 года до сентября 2024 года среди молодежи по причине известности коротких видеороликов, посвященным энергичной битве между двумя персонажами манги Jujutsu Kaisen Сукуной Рёмену и Сатору Годжо. Видеоролики, распространяемые в социальных сетях, обрели огромную популярность по всему миру из-за нескольки факторов, включающих популярность манги, идее битвы как между двумя сильнейшими персонажами манги и невероятно удачному выбору песни "Judas" и неожиданному завершению битвы смертью Годжо, который долгое время был самым популярным персонажем манги. По многочисленным мнениям, данное событие вновь побудило огромное количество людей заинтересоваться деятельностью Леди Гаги.

## Музыкальное видео
«Было тяжело решиться, так как встречались совершенно разные точки зрения, мне пришло в голову: „Я не хочу чтобы в меня ударила прямо сейчас молния! Я верю в Бога, Евангелии!“ После чего, это было удивительно, в нашей комнате пошёл разговор о спасении мира и поиск истины в комнате, где находились верующие и не верующие. И то что мы сделали это шокирует мир и представит вам более правдоподобную картину, сюрреалистическую. Мы не касаемся тех вещей, которые могут кого оскорбить, только волнующие, мы рассказываем о том, что даже после такого зла, угнетения, в темноте с Иудой, вы можете увидеть луч света! Это действительно не даёт сдаваться... Мы создали новый Иерусалим!».
Видео было снято с 2—3 апреля, после съёмок оно было отправлено на монтаж к Леди Гага и Лориэнн Гибсон. По словам Леди Гага, это был её самый захватывающий художественный момент в своей карьере, самая большая работа, которые они сделали. Ещё до выхода клипа он уже вызвал большой резонанс, особенно у католической церкви. Церковь высказала своё недовольство, когда появились сообщения о том, что Гага исполнит в клипе роль Марии Магдалины, Норман Ридус Иуды, а Рик Гонсалес Иисуса. Премьера клипа состоялась 6 мая в 06:30 по московскому времени.
По данным со страницы Леди Гага в Twitter, «JUDASVIDEO PREMIERE 5.5.11 on E! 7/6c + 11:30/10c. Motorcycle Fellini PopArt FantasyFilm + Haus Directorial Debut».
Однако за день до премьеры, 5 мая, видео клипа было слито в Интернет, и доступ к нему имелся в течение нескольких минут, после чего видео было удалено. Несмотря на концепцию клипа, интерпретирующую современное видение Нового завета в контексте человеческих отношений, в видео отсутствует сцены с 30 серебрениками, распятием Христа и повешением Иуды.
Клип попал на четвёртое место списка «Самых худших клипов всех времён и народов».

### Содержание
1. Проститутка
Видео начинается с Марии Магдалены (Гаги) как девушки Иисуса. Из песни мы знаем, что в контексте видео, она до этого встречалась с Иудой. С Библейской же точки зрения, она была проституткой, которая пришла к Иисусу в поисках прощения. Красный всегда считался «похотливым» цветом (сцена танцев в красном костюме), показывая положение девушки. Так, в начальных сценах мы видим своеобразный переход. Мария из проститутки, влюбленной в Иуду, превращается в ту, которая идет с Иисусом рука об руку.
2. Электрическая Часовня
Похоже, что целью Гаги было показать Магдалену больше как человека и женщину, что она была не безупречна, а со своими недостатками, как и все; но также изобразить эмоциональную борьбу, через которую она прошла. Электрическая Часовня символизирует безопасность, тут Гага идет вместе с Иисусом, и костюм Матери Терезы соединяется с Девой Марией, символизируя все чудеса, которые сотворил Иисус, и Мария (Гага) несомненно изображается как хороший человек с очень добрым сердцем.
3. Поцелуй Иуды
Сцена, которая должна была изображать, как Мария защищает Иисуса от Иуды, который приносит одни неприятности, она красит Иуду помадой, который затем целует Иисуса. В Библии Иуда предает Иисуса, рассказав солдатам, что тот, кого он поцелует — Мессия. Это показывает, что любой может отдаться желанию, и как сильна любовь — естественно, Мария не хочет любить Иуду и она падает на пол, потому что понимает, что она только что сделала с Иисусом, и что его смерть будет её виной. Но она не может не сделать этого — она влюблена.
4. Культурное крещение
Гага уже использовала похожую сцену в клипе «LoveGame», когда находилась между двумя молодыми людьми, как бы разрываясь между любовью и славой. А сейчас она — женщина, которая выбирает между любовью, уносящей её в темноту, и светом. Здесь очень символична вода. Она идет к реке, чтобы покаяться в своих грехах; и находится в этой борьбе между добром и злом, когда в воде с Иисусом и Иудой.
5. Король без короны
Она остается на стороне Иисуса, но в то же время смотрит на Иуду, понимая, что сотворила. Мы не видим Иисуса в толпе людей, кидающих в неё камни — значит, это произошло уже после того, как его предали и убили. А Иуда поливает спину Гаги вином (правда, вместо вина используется пиво, так как больше подходит визуально в тематику). Вино изображает кровь Христа — Гага как бы разделяет кровь Иисуса, что служит ещё одним доказательством того, что его смерть — её вина.
6. На что женщина способна ради любви
Со смертью Иисуса Гагу закидывают камнями и на ней надет костюм, который выглядит очень по-египетски, в отличие от красного костюма. Поэтому, как считает автор, это изображает значение женщины в обществе. Все любили Марию, но теперь, когда она предала Иисуса, она вновь всего лишь бесполезная шлюха. Это о том, какой люди видят место женщины, и хотя Гага не спорит о том, какой была смерть Иисуса, она построила эту аналогию вокруг мысли о женщине и любви в Библии, взяв оттуда эту фигуру идеальной женщины — Марии Магдалины, и изменила ситуацию наоборот. Если бы Мария любила Иуду, и действовала ради любви, стали бы мы ненавидеть её, забрасывать камнями и считать чудовищем? Это не так-то просто, находиться перед ультиматумом любви и того, что правильно.
В Библейском варианте Мария Магдалина не любила Иуду и не предавала Христа. Она также не была побита камнями, но множество лет прожила после смерти Христа, проповедуя Его как Мессию и Господа.

## Живое исполнение
С 23 апреля на The Monster Ball Tour звучала песня «Judas», а в качестве видеозаставки транслировались обложка сингла и фотографии Леди Гаги от 2008 года. Песня была исполнена на The Ellen DeGeneres Show, the Graham Norton Show, Good Morning America, BBC Radio 1's Big Weekend и т. д. Сингл был исполнен на последних концертах The Monster Ball Tour в Гвадалайере и Мехико. На данный момент песня исполняется в третьем мировом туре певицы The Born This Way Ball Tour.

## Список композиций
Цифровая дистрибуция
1. «Judas» — 4:10

CD single
1. 1 «Judas» — 4:10
2. 2 «Born This Way» (Twin Shadow Remix) — 4:19

Judas — The Remixes
1. 1 «Judas» (Goldfrapp Remix) — 4:42
2. 2 «Judas» (Hurts Remix) — 3:57
3. 3 «Judas» (Mirrors Une Autre Monde — Nuit) — 6:14
4. 4 «Judas» (Guéna LG Club Remix) — 7:41
5. 5 «Judas» (John Dahlbäck Remix) — 6:01
6. 6 «Judas» (Chris Lake Remix) — 5:09
7. 7 «Judas» (R3HAB Remix) — 4:56

Judas — The Remixes Part 1
1. 1 «Judas» (Goldfrapp Remix) — 4:42
2. 2 «Judas» (Hurts Remix) — 3:56
3. 3 «Judas» (Mirrors Une Autre Monde Mix — Nuit) — 6:14
4. 4 «Judas» (Guena LG Club Remix) — 7:40

Judas — The Remixes Part 2
1. 1 «Judas» (Röyksopp's European Imbecile Mix) — 3:51
2. 2 «Judas» (John Dahlbäck Remix) — 6:00
3. 3 «Judas» (Chris Lake Remix) — 5:09
4. 4 «Judas» (R3HAB Remix) — 4:56
5. 5 «Judas» (Mirrors Une Autre Monde Mix — Jour) — 4:17

Bonus track single
1. 1 «Judas» (Thomas Gold Remix) — 5:32

## Чарты
| Чарт (2011)                      | Высшая позиция |
| -------------------------------- | -------------- |
| Australian Singles Chart         | 6              |
| Austrian Singles Chart           | 6              |
| Belgian Singles Chart (Flanders) | 6              |
| Belgian Singles Chart (Wallonia) | 4              |
| Canadian Hot 100                 | 8              |
| Czech Airplay Chart              | 10             |
| Danish Singles Chart             | 10             |
| Dutch Top 40                     | 24             |
| Finnish Singles Chart            | 3              |
| French Singles Chart             | 6              |
| German Singles Chart             | 23             |
| Hungarian Singles Chart          | 3              |
| Irish Singles Chart              | 4              |
| Italian Singles Chart            | 3              |
| Japan Hot 100                    | 3              |
| New Zealand Singles Chart        | 12             |
| Norwegian Singles Chart          | 3              |
| Scottish Singles Chart           | 5              |
| Slovak Airplay Chart             | 4              |
| South Korean Gaon Chart          | 1              |
| Spanish Singles Chart            | 6              |
| Swedish Singles Chart            | 7              |
| Swiss Singles Chart              | 8              |
| UK Singles Chart                 | 8              |
| US Billboard Hot 100             | 10             |
| US Adult Pop Songs               | 40             |
| US Hot Dance Club Songs          | 1              |
| US Latin Pop Songs               | 22             |
| US Pop Songs                     | 15             |

## Хронология Релиза
| Страна           | Дата            | Формат                     |
| ---------------- | --------------- | -------------------------- |
| Республика Корея | Апрель 18, 2011 | Digital download           |
| Великобритания   | Апрель 26, 2011 | Mainstream radio           |
| Германия         | Май 13, 2011    | CD single                  |
| Польша           | Май 13, 2011    | CD single                  |
| Великобритания   | Май 16, 2011    | CD single                  |
| США              | Май 16, 2011    | Digital download — Remixes |
| Австралия        | Май 16, 2011    | Digital download — Remixes |
| Великобритания   | Май 16, 2011    | Digital download — Remixes |
| Италия           | Май 17, 2011    | CD single                  |
| Тайвань          | Май 20, 2011    | CD single                  |
| США              | Май 24, 2011    | CD single                  |
| Германия         | Июль 1, 2011    | CD single — Remixes Part 2 |